# Pontocythere tschernjavskii
Pontocythere tschernjavskii is een mosselkreeftjessoort uit de familie van de Cushmanideidae. De wetenschappelijke naam van de soort is voor het eerst geldig gepubliceerd door Dub..